# Río Abruzel
El río Abruzel (en rumano: Râul Abruzel) es un corto río de  Rumania, un afluente del río Abrud, a su vez afluente del río Arieş, y éste, a su vez, del río Mureş y éste del río Danubio.

## Localidades que atraviesa
| - Bisericani - Văleni - Valea Abruzel |